# Walter Müller (Fussballspieler, 1920)
Walter Müller (* 2. Januar 1920 in Birsfelden; † 14. Dezember 2010 ebenda) war ein Schweizer Fussballtorhüter.
Im Jahr 1942 wechselte Müller vom FC Birsfelden zu FC Basel. Seine Transfersumme (CHF 2500.00) war für die damalige Verhältnisse enorm. Müller hütete das Tor der Basler während 14 Jahren. Sein grösster Erfolg war der Meistertitel 1953. Zudem erreichte Müller auch zweimal den Cupfinal (Sieg 1947, Niederlage 1943).
Für einen Einsatz in der Schweizer Fussballnationalmannschaft hat es Müller nie ganz gereicht. Er war jedoch einige Male als Ersatzgoalie mit im Nati-Kader.

## Titel und Erfolge
Basel
- Schweizer Cupsieger: 1947
- Schweizer Meister: 1953